# 박지연 (1986년)
박지연(1986년 ~ )은 대한민국의 가수, 작사가, 작곡가다.

## 방송
- 스타 오디션 위대한 탄생 1 (2010) - Top62

## 음반
- Walking On Snow (2015)

## 작사/작곡
- GOT7 <FISH> (2016) - 작사/작곡
- GOT7 <HOME RUN> (2016) - 작사/작곡
- 업텐션 <Yes or No> (2016) - 작사/작곡
- 민들레학교 <Dream> (2016) - 작사/작곡
- 살레시오 청소년센터 <Reset!> (2016) - 작곡
- SF9 <질렀어> (2018) - 작사
- Kei <Cry> (2019) - 작사/작곡/편곡